# Carnival Ride
Carnival Ride este cel de-al doilea album de studio al interpretei americane de muzică country Carrie Underwood. Materialul a fost lansat pe data de 23 octombrie 2007 în Canada și în Statele Unite ale Americii, ocupând locul 1 în clasamentul mondial.
Artista a participat la scrierea a patru dintre cele treisprezece cântece incluse pe disc, printre care și primele trei extrase pe single. Majoritatea pieselor prezintă elemente acustice și armonii vocale, temele abordate variind de la găsirea dragostei la suferință. De pe album au fost beneficiat de campanii de promovare cinci compoziții, cele mai cunoscute fiind balada „So Small” și înregistrarea câștigătoare a unui premiu Grammy, „Last Name”.
Materialul a debutat direct pe prima poziție a clasamentului american Billboard 200 în prima săptămână de disponibilitate, lucru datorat celor peste 527.000 de exemplare vândute. Astfel, Carnival Ride a devenit primul disc al interpretei ce obține această distincție, fiind răsplătit și cu două discuri de platină.

## Informații generale
Conform lui Underwood, numele albumului reprezintă o metaforă referitoare la viață, ea explicând: „Pășești pe acest drum numit viață, care este un lucru nebun despre care nu știi nimic, dar treci prin el oricum. Faci tot ce poți ca să înveți diverse lucruri și să încerci să mergi unde vrei, dar nu o poți opri - ea se mișcă încontinuu. De aceea «Carnival Ride» este potrivit ca titlu din punctul meu de vedere, deoarece descrie minunata nebunie prin care am trecut în ultimii ani”.
Pentru acest album artista a lucrat cu producătorul Mark Bright, care s-a ocupat de compunerea celor mai multe piese incluse pe material. De asemenea, Underwood a colaborat cu textiera Hillary Lindsey, ce a participat și la realizarea pieselor „Jesus, Take the Wheel” sau „Wasted”, de pe discul precedent și care a colaborat și cu Jessica Simpson la realizarea albumului său de muzică country Do You Know. Interpreta s-a implicat și ea în compunerea versurilor, aceasta participând la realizarea primelor trei extrase pe single ale albumului.

## Percepția criticilor
Recenzii generale
Recenziile primite de cel de-al doilea material discografic de studio al lui Underwood au fost preponderent favorabile, website–ul Metacritic.com realizând o medie a aprecierilor critice, acestea fiind pozitive în proporție de 72%.
Stephen Thomas Erlewine de la Allmusic oferă discului patru punte dintr-un total de cinci: afirmând: „Sunetele și sentimentele nu înseamnă mult, dar înregistrările country reușesc să supraviețuiască datorită puterii cântecelor lor și un lucru remarcabil despre Carnival Ride este acela că este mai interesant cântec cu cântec decât Some Hearts, o parte din acest lucru fiindu-i datorat lui Carrie însăși, care a participat la scrierea a patru dintre cântecele de aici”. De asemenea, după o serie de aprecieri, Erlewine a continuat: „Toate aceste [aspecte] pot fi mai bine calculate decât par, dar lucrul atrăgător al lui Carnival Ride este că joacă atât de bine și în siguranță încât de determină să te duci de-a lungul plimbării, mai ales pentru că [interpreta] Carrie vinde aceste piese complet, făcând și clișeele și expresiile siropoase credibile. [...] un lucru nemaiîntâlnit la un alt album country-pop din zilele glorioase ale lui Come on Over”. Publicația The Boston Globe oferă și ea o recenzie pozitivă, declarând: „Carnival Ride, un succesor demn al materialului de debut al lui Underwood ce s-a vândut în șase milioane [de exemplare], cu siguranță o va instala pe blonda cu voce puternică pe tronul succesului deținut odată de Faith Hill și Shania Twain”. The New York Times consideră faptul că „este un album foarte bun, cu o serie de cântece ștrengărești și lamentări care există mai ales pentru a-i evidenția vocea, influențele anilor '80 și accentul sudic”. În timp ce Rolling Stone afirmă: „Carnival Ride este mult mai country, deci mult mai sigur”, PopMatters consideră faptul că „deși [...] nu include nimic atât de splendid precum cântecul pe care îl va interpreta la diverse târguri de stat și atunci când va avea 64 de ani [«Before He Cheats»] este o colecție mult mai bună cap-coadă decât cea de debut”.
Mai puțin impresionate de album s-au declarat publicații precum Hartford Courant sau revista Slant, care au oferit recenzii nefavorabile. Primul cotidian afirmă faptul că materialul este „o colecție cu piese puternice care reușesc într-un fel să [facă discul] să sune la fel de banal ca și primul [său album]”. Editorul Jonathan Keefe de la revista Slant este de părere că „[discul] Carnival Ride pur și simplu nu oferă nimic [...] în termeni de creștere a lui Underwood, fie ca vocalist sau ca artist”. De asemenea, Keefe a criticat publicația Entertainment Weekly pentru recenzia pozitivă acordată materialului.
Recenzii individuale
„Flat on the Floor” (în limba română: „Întinsă pe podea”) a fost inclus între recomandările făcute de Allmusic cititorilor săi, în timp ce revista Slant consideră faptul că „deși are cea mai puternică melodie pe care Underwood a abordat-o până acum, [...] după prima repetare a refrenului, cântecul construiește o cacofonie îngrozitoare ce constă în supra-cântat și supraproducție”. New York Times apreciază „ritmurile de muzică Rock & Roll”, în timp ce Entertainment Weekly îl consideră „un deschizător [de album] demențial”. Despre interpretarea celui de-al doilea cântec de pe album The Boston Globe afirmă: „Underwood sună mai mult ca ea însăși pe dulcele și jubilantul hibrid «All-American Girl»” („Fată tipic americană”), fiind considerat cel mai bun cântec al albumului. „So Small” („Atât de mic”) este considerat de Entertainment Weekly un „imn masiv”, părere împărtășită și de The Boston Globe, în timp ce Billboard afirmă: „este un cântec interesant despre lucrurile importante din viață”. Povestea narată de „Just a Dream” („Doar un vis”) este apreciată într-un mod poziv de Billboard sau The New York Times, însă revista Slant critică tema versurilor și „lipsit de detalii și rezonanță emoțională”.
„Get Out of This Town” („Să ieșim din acest oraș”) este apreciat pentru „aranjamentele sale muzicale”, în timp ce „Crazy Dreams” („Vise nebune”) este descris ca „un cântec cu un mesaj pozitiv despre visuri îndrăznețe, munca pentru a reuși și bucuria pe care o simți atunci când visele devin realitate”. Balada „I Know You Won't” („Știu că nu vei”) este una dintre cele mai apreciate de critici, fiind considerată de Entertainment Weekly cea mai interesantă înregistrare a materialului. „Last Name” („Nume de familie”) a devenit în scurt timp un alt favorit al criticilor, fiind unul dintre cele mai abordate cântece de pe material, Rolling Stone socotindu-l cel mai amuzant cântec al discului. „You Won't Find This” („Nu vei găsi asta”) este considerată de revista Slant una dintre înregistrările ce prezintă influențe puternice ale muzicii pop.
Preluarea cântecului „I Told You So” („Ți-am spus”) interpretat inițial de Randy Travis a fost apreciat de critici, aceeași publicație menționată mai sus considerându-l cea mai interesantă înregistrare a albumului, cu toate că materialul a fost răsplătit cu o recenzie negativă. Ulterior, solista a reînregistrat compoziția alături de artistul original, noua versiune fiind apreciată și ea de recenzori, Kevin J. Coyne de la Country Universe oferindu-i duetului calificativul „A” (echivalentul notei 10), susținând: „în ciuda faptului că aceste voci sunt mult prea puternice pentru ca una să fie doar de acompaniament, puritatea moale a vocii lui Underwood o completează [...] pe cea a lui Travis”. „The More Boys I Meet” („Cu cât cunosc mai mulți băieți”) este descris ca „o noutate adusă în lumea muzicii”, în timp ce „Twisted” („Zăpăcită”) este criticat pentru influențe puternice ale muzicii pop. Piesa de final a albumului, „Wheel of the World” („Roata lumii”) este apreciată întrucât „aruncă doar o privire la cercul incredibil al vieții și la modul în care totul este interconectat”.

## Muzica
Generalități și elemente similare
Toate cântecele prezente pe materialul Carnival Ride se încadrează în genul country, incluzând totodată diferite influențe muzicale. Piesele sunt interpretate în funcție de anumite dispoziții, printre acestea amintind cele sentimentale, relaxante sau vesele. Temele abordate variază de la găsirea dragostei la suferință sau la reflecție/cugetare/meditare. Toate înregistrările sunt scrie în tonalități majore, toate prezentând elemente muzicale acustice sau armonii vocale.
Descrierea cântecelor
Deschizătorul albumului „Flat on the Floor” este o piesă reprezentativă pentru genul country, fiind scris într-o tonalitate majoră în care se face uz de orchestrele de coarde și de armonii vocale. Ritmul melodiei conține doar câteva sincope, interpretarea lui Underwood fiind una emoționantă. „All-American Girl” narează povestea unui tată ce speră să aibă un băiat care să îi urmeze modelul, însă „când sora medicală vine înăuntru cu o pătură mică și roz toate aceste vise se schimbă”. Fetița îi captează atenția, „inima aparținându-i acum micuței fete americane”. Înregistrarea prezintă caracteristici similare cu „Flat on the Floor”, însă se deosebește prin faptul că îmbina elementele acustice cu cele electrică. Conform solistei, balada „So Small” „face referire la lipsa de importanță a unor lucruri în care oamenii își investesc timpul și energia, realizând acest lucru doar când este prea târziu”. Elementele de natură acustică sunt întâlnite și pe această compoziție, ele fiind realizate cu ajutorul instrumentalului compus din chitară și pain. „Just a Dream” povestește drama unei tinere fete ce află faptul că logodnicul său a decedat în timpul unui război, versurile având un caracter trist. Piesa a necesitat nu timp îndelungat pentru a fi finalizată, prezentând un amestec de elemente muzicale asemeni celui utilizat în „All-American Girl”.
Următoarele cântece, „Get Out of This Town” și „Crazy Dreams” sunt amândouă compoziții ritmate cu influențe acustice, ambele fiind scrise în tonalități majore. Înregistrările sunt urmate de balada „I Know You Won't” care se construiește pe baza unui ansamblu de orchestre de coarde, ce vorbește dezamăgirea pe care o simte femeia în momentul în care jumătatea sa nu își respectă promisiunile față de ea. A opta piesă „Last Name”, prezintă povestea unei aventuri amoroase ce se încheie cu o căsătorie în Las Vegas. De asemenea, este singurul cântec de pe album ce conține influențe de muzică bluegrass. „You Won't Find This” readuce în prim-plan ritmuri mai lente întâlnite pe compoziții precum „So Small” sau „Just a Dream”, acestea fiind asociate cu influențele de muzică rock.
Preluarea lui Underwood după șlagărul „I Told You So” al lui Randy Travis este puțin diferită față de interpretarea originală. Varianta solistei prezintă o serie de particularități, printre care faptul că interpretarea este una dinamică, spre deosebire de cea a lui Travis care este netedă și liniștitoare. De asemenea, versiunea originală posedă influențe de muzică folk. Cea de-a zecea piesă, „The More Boys I Meet” prezintă caractere similare cu „Get Out of This Town” și „Crazy Dreams”, fiind scrisă într-o Tonalitate majoră și neexistând secțiuni instrumentale lungi. Asemeni lui „Just a Dream”, penultima înregistrare de pe album, „Twisted” a necesitat o serie lungă de înregistrări, versurile având un caracter romantic. Ultima înregistrare de pe disc, „Wheel of the World” prezintă influențe de muzică rock, utilizând și un ansamblu de orchestre de coarde.

## Ordinea pieselor pe disc
Ediția standard
| Nr. | Titlu                  | Textier(i)                                         | Timp | Note | Ref.   |
| --- | ---------------------- | -------------------------------------------------- | ---- | ---- | ------ |
| 01. | „Flat on the Floor”    | Ashley Monroe și Brett James                       | 3:18 | [A]  | [ 45 ] |
| 02. | „All-American Girl”    | Ashley Gorley, Carrie Underwood și Kelley Lovelace | 3:32 | [B]  | [ 46 ] |
| 03. | „So Small”             | Luke Laird, Hillary Lindsey și Carrie Underwood    | 3:47 | [B]  | [ 47 ] |
| 04. | „Just a Dream”         | Gordie Sampson, Steven McEwan și Hillary Lindsey   | 4:44 | [B]  | [ 48 ] |
| 05. | „Get Out of This Town” | Gordie Sampson, Steven McEwan și Hillary Lindsey   | 3:03 | —    | [ 49 ] |
| 06. | „Crazy Dreams”         | George Barry Dean, Troy Verges și Carrie Underwood | 3:36 | —    | [ 50 ] |
| 07. | „I Know You Won't”     | Wendell Mobley, Neil Thrasher și Steven McEwan     | 4:19 | —    | [ 51 ] |
| 08. | „Last Name”            | Cathy Dennis și Carrie Underwood                   | 4:01 | [B]  | [ 52 ] |
| 09. | „You Won't Find This”  | Cathy Dennis și Tom Shapiro                        | 3:19 | —    | [ 53 ] |
| 10. | „I Told You So”        | Randy Travis                                       | 4:17 | [C]  | [ 54 ] |
| 11. | „The More Boys I Meet” | Scott Kennedy și Steven McEwan                     | 3:33 | —    | [ 55 ] |
| 12. | „Twisted”              | Luke Laird, Hillary Lindsey și Brett James         | 3:56 | —    | [ 56 ] |
| 13. | „Wheel of the World”   | Aimee Mayom Christopher Lindsey, Hillary Lindsey   | 4:42 | —    | [ 57 ] |

Ediția specială distribuită prin intermediul Target Corporation
- Lansat în ediție limitată doar prin intermediul lanțului de magazine Target. Conține un CD și un DVD. CD-ul conține toate cele treisprezece piese de pe ediția standard, iar DVD-ul include patru interpretări acustice și un interviu structurat în patru părți.

| Nr.             | Titlu                  | Informații                                         | Note            | Ref.            |                 |
| DVD-ul conține: | DVD-ul conține:        | DVD-ul conține:                                    | DVD-ul conține: | DVD-ul conține: | DVD-ul conține: |
| --------------- | ---------------------- | -------------------------------------------------- | --------------- | --------------- | --------------- |
| 01.             | „So Small”             | Versiune acustică                                  | [B]             | [ 47 ]          |                 |
| 02.             | Interviu (partea I)    | Prima parte a unui interviu acordat de Underwood   | —               | —               |                 |
| 03.             | „Get Out of This Town” | Versiune acustică                                  | —               | [ 49 ]          |                 |
| 04.             | Interviu (partea II)   | A doua parte a unui interviu acordat de Underwood  | —               | —               |                 |
| 05.             | „Just a Dream”         | Versiune acustică                                  | [B]             | [ 48 ]          |                 |
| 06.             | Interviu (partea III)  | A treia parte a unui interviu acordat de Underwood | —               | —               |                 |
| 07.             | „The More Boys I Meet” | Versiune acustică                                  | —               | [ 55 ]          |                 |
| 08.             | Interviu (partea IV)   | Ultima parte a unui interviu acordat de Underwood  | —               | —               |                 |

Ediție specială distribuită prin intermediul serviciului „MusicPass”
- O ediție specială lansată pe data de 15 ianuarie 2008 în format digital care include înregistrarea „Sometimes You Leave” (nelansată până atunci) și două videoclipuri.

| Nr.                                                                                  | Titlu                                                                                | Informații                                                                           | Note                                                                                 | Ref.                                                                                 |                                                                                      |
| Toate cele treisprezece cântece de pe ediția standard + trei bonusuri; acestea sunt: | Toate cele treisprezece cântece de pe ediția standard + trei bonusuri; acestea sunt: | Toate cele treisprezece cântece de pe ediția standard + trei bonusuri; acestea sunt: | Toate cele treisprezece cântece de pe ediția standard + trei bonusuri; acestea sunt: | Toate cele treisprezece cântece de pe ediția standard + trei bonusuri; acestea sunt: | Toate cele treisprezece cântece de pe ediția standard + trei bonusuri; acestea sunt: |
| ------------------------------------------------------------------------------------ | ------------------------------------------------------------------------------------ | ------------------------------------------------------------------------------------ | ------------------------------------------------------------------------------------ | ------------------------------------------------------------------------------------ | ------------------------------------------------------------------------------------ |
| 14.                                                                                  | „Sometimes You Leave”                                                                | Textieri: Chris Tompkins, Kara DioGuardi, Shridhar Solanki                           | [D]                                                                                  | [ 60 ]                                                                               |                                                                                      |
| 15.                                                                                  | „So Small”                                                                           | videoclip; regizat de Roman White                                                    | [B]                                                                                  | [ 61 ]                                                                               |                                                                                      |
| 16.                                                                                  | „Before He Cheats”                                                                   | videoclip; regizat de Roman White                                                    | —                                                                                    | [ 61 ]                                                                               |                                                                                      |

Ediție specială de Crăciun
- O ediție specială a fost lansată pe data de 21 octombrie 2008; aceasta conținând două compact discuri. Distribuită prin intermediul lanțului de magazine Wal-Mart, produsul se compune din ediția standard (treisprezece cântece) și un CD adițional cu cântece specifice Crăciunului. Spre deosebire de celelalte relansări, aceasta este comercializată alături de o copertă diferită față de cea originală.

| Nr.                            | Titlu                          | Textier(i)                          | Note                           | Ref.                           |                                |
| Cel de-al doilea disc conține: | Cel de-al doilea disc conține: | Cel de-al doilea disc conține:      | Cel de-al doilea disc conține: | Cel de-al doilea disc conține: | Cel de-al doilea disc conține: |
| ------------------------------ | ------------------------------ | ----------------------------------- | ------------------------------ | ------------------------------ | ------------------------------ |
| 01.                            | „Hark! The Herald Angels Sing” | Charles Wesley                      | —                              | [ 63 ]                         |                                |
| 02.                            | „The First Nowell”             | William B. Sandys și Davies Gilbert | —                              | [ 64 ]                         |                                |
| 03.                            | „What Child Is This?”          | William Chatterton Dix              | —                              | [ 65 ]                         |                                |
| 04.                            | „Do You Hear What I Hear?”     | Noël Regney, Gloria Smith           | [E]                            | [ 66 ]                         |                                |
| 05.                            | „O Holy Night”                 | Placide Cappeau și Adolphe C. Adam  | —                              | [ 67 ]                         |                                |

Note
- A ^ Cântecul a fost înregistrat anterior de Katrina Elam pentru a fi inclus pe albumul său Turn Me Up, însă proiectul a fost anulat, „Flat On the Floor” fiindu-i oferit lui Underwood.
- B ^ Extras pe disc single.
- C ^ Preluare după șlagărul interpretului Randy Travis „I Told You So”.
- D ^ Cântecul nu a fost inclus pe ediția standard. Piesă adițională distribuită pe una dintre edițiile speciale.
- E ^ „Do You Hear What I Hear?” a fost inclus și pe un album de compilație lansat în perioada sărbătorilor de Crăciun.

## Personal
Surse:
| - Carrie Underwood — suport vocal (voce principală și acompaniament vocal), textier - Mark Bright — producător - Hillary Lindsey — textier, acompaniament vocal - Aimee Mayo — textier - Luke Laird — textier - Brett James — textier - Steven McEwan — textier - Scott Kennedy — textier - Randy Travis — textier - Cathy Dennis — textier - Tom Shapiro — textier - Wendell Mobley — textier - Neil Thrasher — textier - George Barry Dean — textier - Troy Verges — textier - Gordie Sampson — textier - Ashley Gorley — textier - Kelley Lovelace — textier - Ashley Monroe — textier - Chris Tompkins — textier - Kara DioGuardi — textier - Shridhar Solanki — textier - Tom Bukovac — chitară electrică - Matt Chamberlain — tobă - Lisa Cochran — acompaniament vocal - Eric Darken — instrument de percuție - Paul Franklin — Chitară de oțel - Aubrey Haynie — vioară, mandolină - Wes Hightower — acompaniament vocal - Jack Jezioro — Chitară bas - Mike Johnson — Chitară de oțel - Charles Judge — orgă electrică, sintetizator, programate, chitară de oțel - Chris McHugh — tobe - Craig Nelson — chitara bas - Jimmy Nichols — sintetizator, pian - Gordie Sampson — chitară acustică, mandolină, pian - Jimmie Lee Sloas — chitară bas - Ilya Toshinsky — chitară acustică, banjo - Jonathan Yudkin — vioară, mandolină, vioară, violoncel - Dave Angell — vioară - Carrie Bailey — vioară | - Denise Baker — vioară - Zeneba Bowers — vioară - Beverly Drukker — vioară - Connie Ellisor — vioară - Carl Gorodetzky — vioară - Gerald Greer — vioară - Erin Hall — vioară - Cate Myer — vioară - Pamela Sixfin — vioară - Betty Small — vioară - Alan Umstead — vioară - Catherine Umstead — vioară - Karen Winkelmann — vioară - Monisa Angell — violă - Bruce Christensen — violă - Jim Grosjean — violă - Anthony LaMarchina — violă - Keith Nicholas — violă - Carole Rabonowitz-Neuen — violă - Sari Reist — violă - June Tanner — violă - Gary Vanosdale — violă - Kris Wilkinson — violă - John Catchings — violă - Chris Ashburn — asistent - Derek Bason — inginer de sunet, compilare - Renée Bell — promovare - Judy Forde Blair — compozitor - Nathan Dickinson — asistent, editare digitală - Andrew Eccles — grafică - Carl Gorodetzky — contractor - Mike „Frog” Griffith — coordonator al producției - S. Wade Hunt — director artistic - Aaron Kasdorf — asistent - Astrid Herbold May — design - Chris McDonald — aranjor, compozitor - J.R. Rodriguez — inginer de sunet, editare digitală - Mellissa Schleicher — machiaj, coafură - Todd Tidwell — asistent - Trish Townsend — stilist - Hank Williams — masterizare - Kirsten Wines — asistent de producție - Jonathan Yudkin — compozitor, aranjor |

## Promovare
Pentru a-și promova albumul, Underwood s-a prezentat la diverse emisiuni televizate, printre care: The Ellen DeGeneres Show, The Oprah Winfrey Show, Saturday Night Live, The Early Show, American Idol sau Good Morning America.

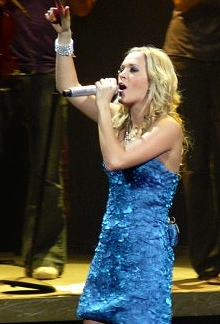
Carrie Underwood în cadrul unui concert de promovare al albumului Carnival Ride susţinut în octombrie 2008.

De asemenea, artista a participat la o serie de concerte împreună cu interpretul de muzică country Keith Urban, manifestările făcând parte din turneul Love, Pain and the Whole Crazy Carnival Ride Tour ce a luat startul pe data de 31 ianuarie 2008. În total, au fost susținute douăzeci și patru de spectacole live în diverse orașe din Statele Unite ale Americii. Interpreta s-a declarat încântată de această acțiune, ea exprimându-și totodată admirația pentru partenerul său, citând: „Nu îmi pot imagina o persoană mai potrivită cu care să încep anul 2008 decât cu Keith. El este un artist uimitor și un muzician foarte respectat”.
În afara turneului cu Keith Urban, Underwood a susținut un turneu independent, intitulat Carnival Ride Tour. Înainte de seria de concerte, solista afirma: „Sunt atât de încântată de faptul că voi călători și voi realiza un spectacol integral cu muzica mea, lucru pe care mi l-am dorit mereu [...] Am fost atât de norocoasă să învăț de la o multitudine de artiști minunați în timp ce eram în turneu cu ei, aceștia inspirându-mă în diverse moduri. Ei m-au ajutat să ajung în acest stadiu în care să simt că sunt pregătită pentru primul meu turneu ca vedetă principală. Abia aștept să călătoresc prin S.U.A. și Canada și să-mi văd fanii”.
Primul spectacol al seriei de concerte a avut loc în Wilkes-Barre, Pennsylvania pe data de 18 februarie 2008, biletele fiind puse în vânzare începând cu data de 12 ianuarie 2008. Pe parcursul turneului artista a susținut peste 137 de recitaluri, audiența totală fiind fiind de peste un milion de spectatori. Ultima parte a turneului a fost împărțită în peste cincizeci de spectacole, toate având loc până la finele anului 2008. Grupul de interpretări a fost apreciat de criticii muzicali, aceștia aclamând spectacolele lui Underwood. The Kansas City Star declară faptul că interpretările sale „necesită un suport vocal eroic, pe care ea îl poate susține”, în timp ce The Pitsburgh Post afirma: „Underwood a adus puterea starurilor pop și vocea sa de aur [în cadrul spectacolelor]”. De asemenea, Grand Rapid Press consideră că „Underwood este cu adevărat remarcabilă, cel mai probabil, este cea mai bună vocalistă din muzica pop. Dincolo de talentul său vocal imens, cantautoarea dă dovadă de o încredere care trădează vârsta sa tânără”.

## Cântece notabile
Discuri single
- Primul extras pe single al albumului Carnival Ride, „So Small”, a fost lansat în luna august 2007.[77] Cântecul a debutat pe locul 20 în clasamentul american al înregistrărilor country, devenind cel mai bun debut al unei artiste din istoria Billboard.[78][79] La doar câteva săpătămâni a urcat pe prima poziție a ierarhiei,[8] înregistrând și un salt de șaptezeci și șase de trepte în Billboard Hot 100.[80] Compoziția a câștigat locul 17 în lista principală a publicației Billboard.[80]
- „All-American Girl” a fost promovat ca cel de-al doilea single al materialului.[81] Cântecul a ocupat și el locul 1 în Billboard Hot Country Songs, urcând și în primele patruzeci de trepte ale clasamentului principal Billboard.[8] De asemenea, este singura înregistrare de pe album ce s-a comercializat în peste un milion de exemplare în S.U.A., primind un disc de platină.[82]
- Cel de-al treilea cântec ce a beneficiat de o campanie de promovare a fost „Last Name”. Acesta a devenit în scurt timp un succes, câștigând locul 19 în Billboard Hot 100 și prima poziție în lista americană a pieselor country.[8] Pentru interpretarea acestei compoziții, Underwood a fost răsplătită cu un premiu Grammy în anul 2009, primind și un disc de aur pentru vânzările înregistrate.[9][83]
- Balada „Just a Dream” a fost și ea extrasă pe disc single în vara anului 2008, ocupând locul 1 în Billboard Hot Country Songs și devenind cel de-al patrulea cântec de pe Carnival Ride ce obține această performanță și cea de-a șaptea înregistrare a lui Underwood ce câștigă această distincție.[8]
- Ultimul single al materialului constă în preluarea „I Told You So”.[84] Cântecul a fost reînregistrat alături de Randy Travis, interpretul original al piesei, noua versiune a celor doi ocupând locul 9 în Billboard Hot 100 și primind un disc de aur.[8][85] În ciuda succesului comercial, compoziția s-a clasat doar pe locul 2 în Billboard Hot Country Songs, devenind cel de-al doilea single al lui Underwood ce câștigă această poziționare și nu urcă pe prima treaptă a ierarhiei.[8]

Alte înregistrări intrate în clasamente
- Trei cântece incluse pe ediția specială cu înregistrări de Crăciun au primit difuzări din partea posturilor de radio, acest lucru determinând intrarea lor în clasamente. Toate cele trei au câștigat locuri în primele șaizeci de trepte ale ierarhiei country, acestea fiind: „O Holy Night” (locul 39), „The First Nowell” (locul 50) și „What Child Is This?” (locul 51).[86]
- „The More Boys I Meet” a început să primească difuzări odată cu încheierea campaniei de promovare a piesei „I Told You So”. Cântecul a obținut locul 45 în clasamentul american al compoziților country.[8]

## Premii, nominalizări și onoruri
Carnival Ride a câștigat în anul 2008 premiul „Favorite Country Album” (în limba română: „Albumul de country favorit”) la gala American Music Awards. De asemenea, materialul a fost nominalizat și la premiile CMA Awards of Country Music Association (în anul 2008) și Academy of Country Music Awards (în anul 2009), în lista celor mai interesante albume ale anului.
Turneul de promovare al lui Underwood, Carnival Ride Tour a câștigat trofeul „Entertainer of The Year” (în traducere: „Artistul anului”) în anul 2009, fiind cea de-a șaptea interpretă din istorie ce devine laureata trofeului. De asemenea, cântăreața a fost răsplătită cu două distincții Academy of Country Music Awards (în 2008 și în 2009) la categoria „Top Female Vocalist” („Cea mai bună solistă”). Același titlu a fost câștigat în anul 2008 și la gala premiilor CMA Awards of Country Music Association.
De asemenea, un grup de muzicieni au realizat un album tribut, intitulat Pickin' on Carrie Underwood's Carnival Ride și dedicat lui Underwood. Materialul conține negativele celor treisprezece piese standard incluse pe Carnival Ride, acestea fiind influențate de muzica bluegrass.

## Vânzări și impactul în clasamente
Carnival Ride a fost lansat în Canada și Statele Unite ale Americii pe data de 23 octombrie 2007. În prima săptămână de comercializare, materialul s-a vândut în peste 527.000 de exemplare doar în țara natală a interpretei, acest lucru plasând-o pe Underwood pe locul 1 în Billboard 200. Aceste cifre reprezintă cea mai bună intrare în clasament a unei soliste de muzică country de la promovarea discului Greatest Hits al cântăreței canadiene Shania Twain. Concomitent, discul a ocupat prima treaptă a ierarhiei Billboard Top Country Albums, devenind cel de-al doilea album al artistei ce obține această distincție după Some Hearts. După alte șapte zile, discul s-a comercializat în peste 170.000 de exemplare, fiind plasat pe locul 3. Vânzări de peste 100.000 de unități au fost înregistrate și în următoarele trei săptămâni. Ulterior, în perioada Crăciunului materialul s-a bucurat de o creștere a popularității, în ultimele trei săptămâni ale anului comercializându-se în peste 107.000, 137.000 și respectiv, 216.000 de unități.
În Canada Carnival Ride a debutat tot pe prima poziție grație celor peste 17.000 de exemplare vândute într-o singură săptămână. Până la sfârșitul lunii ianuarie a anului 2008, materialul s-a comercializat în peste 75.000 de unități pe acest teritoriu.
Mulțumită vânzărilor înregistrate în cele două regiuni geografice discul a debutat pe locul 1 și în lista mondială United World Chart, ierarhie unde Some Hearts a câștigat poziția secundă. Materialul s-a comercializat în peste 3.016.000 de exemplare în Statele Unite ale Americii și în peste 3,1 milioane la nivel global.

## Clasamente
| Clasament                    | Debut | Poziția maximă | Săptămâni | Certificare | Vânzări       | Referință              |
| ---------------------------- | ----- | -------------- | --------- | ----------- | ------------- | ---------------------- |
| Canadian Albums Chart        | 1     | 1              | 11        | —           | +75.000       | [ 99 ] [ 102 ] [ 103 ] |
| Canadian Country Albums      | 1     | 1              | 106       | —           | +75.000       | [ 99 ] [ 102 ] [ 103 ] |
| Billboard 200                | 1     | 1              | 96        |             | +3.016.000    | [ 11 ] [ 101 ] [ 102 ] |
| Billboard Hot Country Albums | 1     | 1              | 96        |             | +3.016.000    | [ 11 ] [ 101 ] [ 102 ] |
| Billboard Top Digital Albums | 1     | 1              | 11        |             | +3.016.000    | [ 11 ] [ 101 ] [ 102 ] |
| United World Chart           | 1     | 1              | 10        |             | +3,1 milioane | [ 4 ] [ 99 ]           |

Note
- reprezintă „disc de platină”;
- reprezintă „dublu disc de platină”.